# Festival Bell
Festival Bell è il venticinquesimo album in studio del gruppo folk rock Fairport Convention, pubblicato nel 2011.

## Tracce
1. Mercy Bay
2. Rui's Guitar
3. Danny Jack's Chase
4. Reunion Hill
5. Wouldn't Say No
6. Around the Wild Cape Horn
7. Celtic Moon
8. Ukulele Central
9. Albert and Ted
10. Darkside Wood
11. London Apprentice/Johnny Ginears
12. Rising for the Moon
13. Danny Jack's Reward
14. The Festival Bell

## Formazione
- Simon Nicol – voce, chitarra acustica, chitarra elettrica, ukulele
- Dave Pegg – voce, basso, ukulele, mandolino, chitarra acustica
- Chris Leslie – voce, mandolino, bouzouki, violino, ukulele, chitarra portoghese, fischio
- Ric Sanders – violino, tastiera, ukulele, cori
- Gerry Conway – batteria, percussioni